# Хисья
Хисья (араб. حسياء‎) — небольшой город на западе Сирии, расположенный на территории мухафазы Хомс. Входит в состав района Хомс. Является центром одноимённой нахии.

## Географическое положение
Город находится в западной части мухафазы, на западных окраинах Сирийской пустыни, на высоте 798 метров над уровнем моря.

Хисья расположен на расстоянии приблизительно 29 километров (по прямой) к югу от Хомса, административного центра провинции и на расстоянии 101 километра к северо-востоку от Дамаска, столицы страны.

## Население
По данным официальной переписи 2004 года численность населения города составляла 5425 человек (2728 мужчин и 2697 женщин). Насчитывалось 811 домохозяйств. В конфессиональном составе населения исторически преобладали мусульмане-сунниты и католики.

## Транспорт
Ближайший гражданский аэропорт — Международный аэропорт Дамаск.